# 陳璵
陳璵，字奐魯，號玉堂，贵州黃平人，清朝官員、同進士出身。

## 生平
嘉慶二十四年（1819年）清仁宗六旬己卯恩科進士，三甲一百六名，官河南夏邑縣知縣。